# جورجيا جونز
جورجيا جونز (بالإنجليزية: Georgia Jones)‏ (3 أبريل 1990 بترافورد في المملكة المتحدة - ) هي لاعبة كرة سلة بريطانية في مركز مدافع مسدد الهدف، شاركت في دورة ألعاب الكومنولث 2018 ‏.

## وصلات خارجية
- جورجيا جونز على موقع الاتحاد الدولي لكرة السلة (الإنجليزية)
- جورجيا جونز على موقع كرة السلة الأوروبية.كوم (الإنجليزية)
- جورجيا جونز على موقع كلية كرة السلة في سبورتس رفرنس.كوم (الإنجليزية)